# Kreek (water)

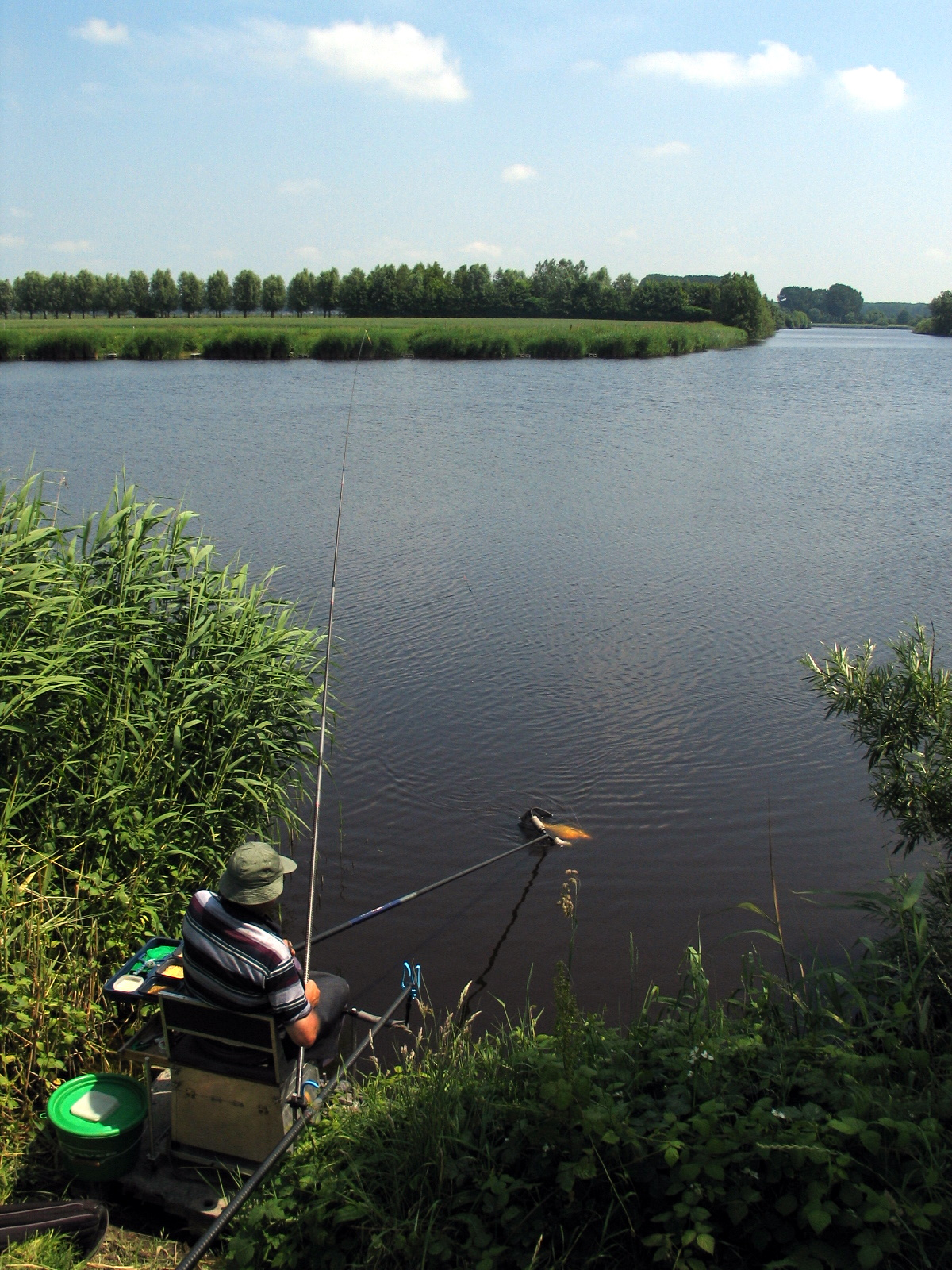
Een kreek in Sint-Laureins

Een kreek is een kleine watergeul die ontstaat als gevolg van een dijkdoorbraak, of is een restant van een ingedijkte vroegere getijdengeul. Een bestaande watergeul op het wad, die onderhevig is aan eb en vloed wordt een priel genoemd. In Suriname is een kreek een kleine rivier; kreken kunnen er soms tientallen kilometers lang zijn, in tegenstelling tot watergeulen in Nederland en België.

## Doorbraakkreken
Na een dijkdoorbraak zorgt het in- en uitstromende water (onder invloed van eb en vloed) er vaak voor dat de geul een behoorlijke diepte bereikt. Na dichting van het gat in de dijk blijft de kreek over. Een voorbeeld van een doorbraakgeul is de kreek bij Westkapelle (Nederland) waar de dijk in 1944 gebombardeerd werd voor de Inundatie van Walcheren. 
Indien de waterloop het restant is van vroegere getijdengeulen door het zeekleilandschap is de kreek tot stand gekomen bij inpoldering van de kwelder. Als de kwelder ingepolderd is, blijft de verzande kwelderkreek als een bult in het landschap liggen omdat het land eromheen inklinkt. Als er eerst veen gelegen heeft op de plek van de kreek, ontstaan door de druk van de klei en het zand kreekruggen. 
Doorbraakkreken zijn te herkennen aan steile oevers met veelal een rietkraag. Verlande getijdengeulen daarentegen hebben vaak lage drassige oevers.

## Kreken in België

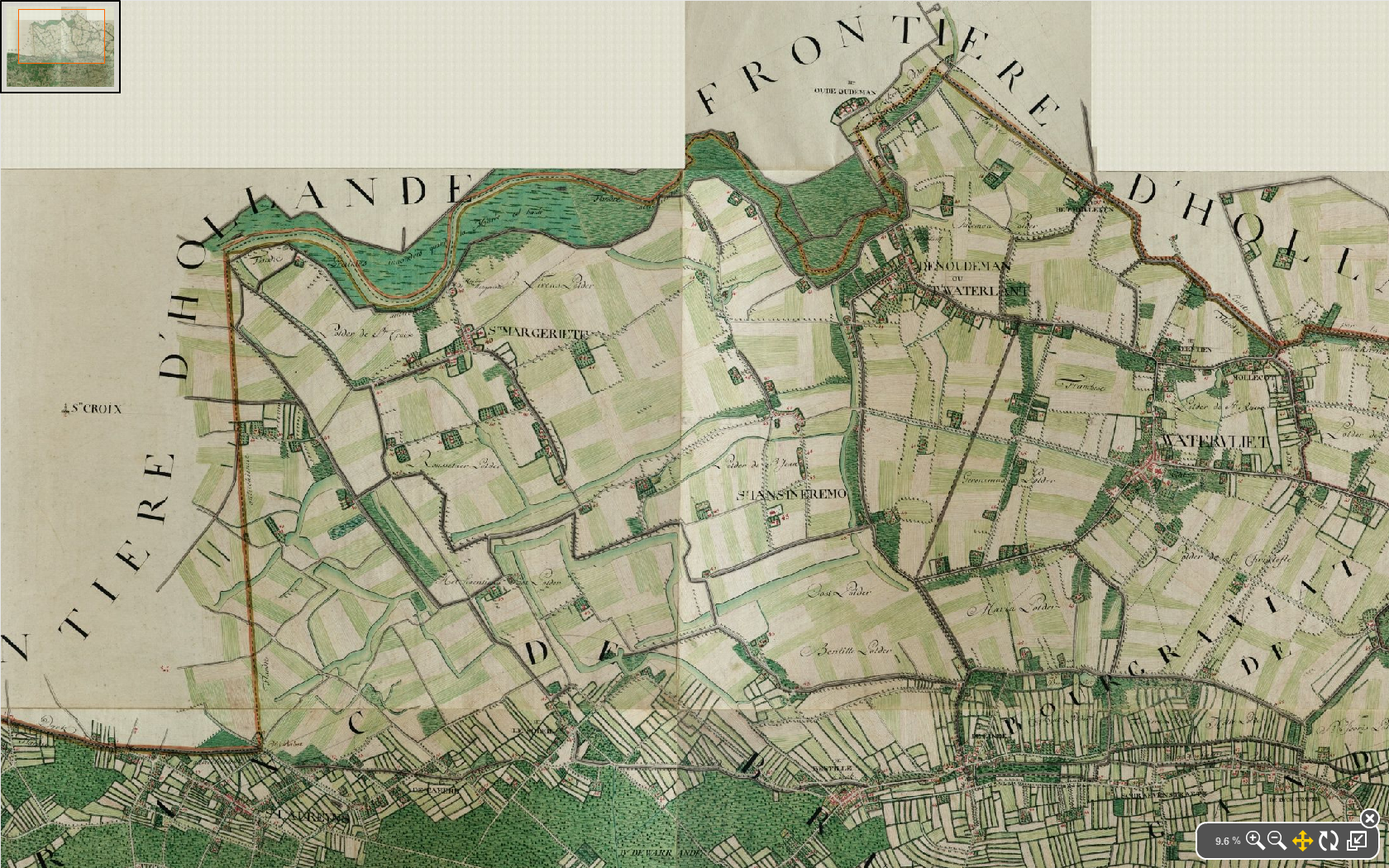
Meetjeslandse kreken op de Ferrariskaart van 1777

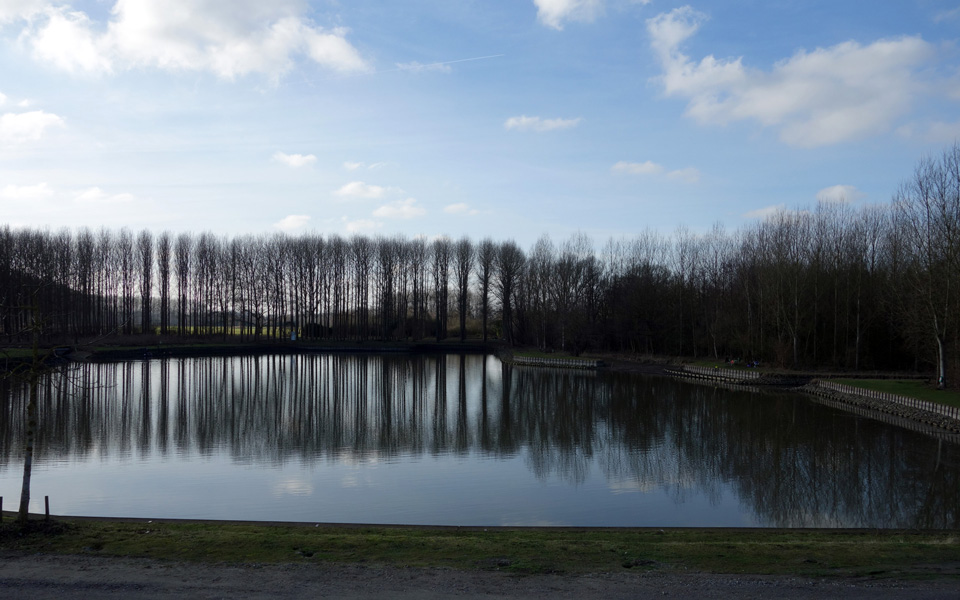
Gespoelde put - Kreek of Wiel te Moerzeke langs de Schelde, ontstaan tijdens een dijkbreuk in 1928

In België vindt men verschillende kreken in het uiterste noorden van de provincie Oost-Vlaanderen. De kreken van het Meetjeslands krekengebied:
| Naam               | Gemeente          |
| ------------------ | ----------------- |
| Bentillekreek      | Sint-Jan-in-Eremo |
| Boerekreek         | Sint-Jan-in-Eremo |
| Mazurekreek        | Sint-Jan-in-Eremo |
| Oostpolderkreek    | Sint-Jan-in-Eremo |
| Roeselarekreek     | Sint-Jan-in-Eremo |
| Oudemanskreek      | Sint-Jan-in-Eremo |
| Hollandersgatkreek | Sint-Margriete    |
| Blokkreek          | Sint-Margriete    |
| Vrouwkenshoekkreek | Sint-Margriete    |
| Molenkreek         | Sint-Margriete    |
| Geuzenput          | Sint-Margriete    |
| de Val             | Sint-Margriete    |
| Grote Geul         | Assenede          |
| Grote Kil          | Assenede          |
| Kleine Kil         | Assenede          |
| Kleine Geul        | Assenede          |
| Rode Geul          | Assenede          |
| Bodemloze Put      | Assenede          |
| Grote Kreek        | Moerbeke          |
| Sint-Elooiskreek   | Wachtebeke        |
| Meulekreek         | Middelburg        |

De gemeente Moerzeke - deelgemeente van Hamme is tientallen kreken rijk, ze worden lokaal ook 'wielen' genoemd. Tussen Driegoten en Kastel vindt men langs de Scheldedijk een viertal wielen als gevolg van de overstromingen van 1906 en 'de Gespoelde put' als grootste na de overstroming van 1928. Het oude straattracé 'de Bootdijk' is een viertal wielen rijk, ze dateren uit de 17de eeuw.
In de Polderstreek bevindt zich het Groot Geleed, de restant van de Testerepvliet die na de verzanding van de vliet als kreek achterbleef.

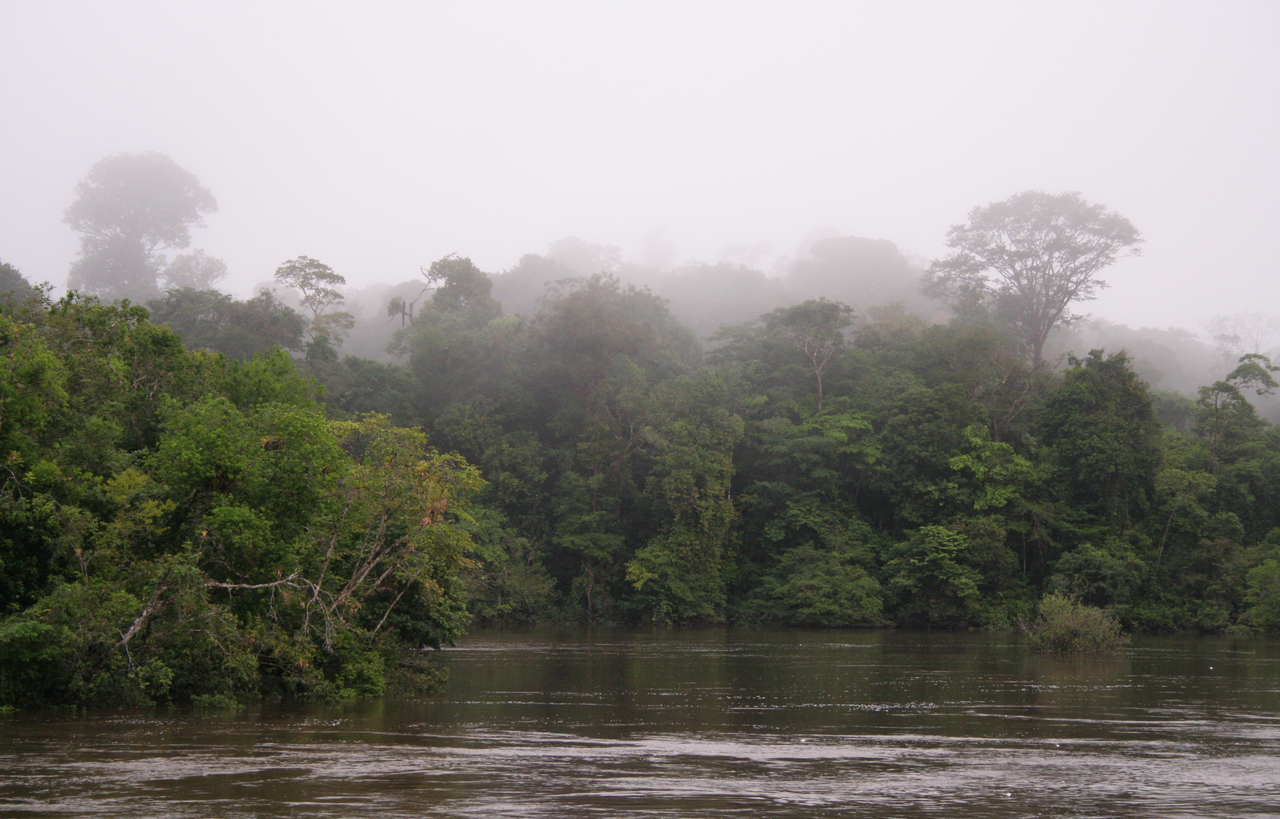
Een kreek in Suriname

## Kreken in Suriname
Zie rivieren in Suriname voor de meest bekende kreken en diverse overzichten met locaties van voormalige plantages, ter aanvulling.